# شابی کندی
شابی کندی یک روستا در ایران است که در استان اردبیل واقع شده‌است. شابی کندی ۱۲۴ نفر جمعیت دارد.